# Calle del Morillo
La calle del Morillo es una vía pública de la ciudad española de Segovia.

## Descripción
La vía discurre desde la calle de José Zorrilla hasta la de Santo Tomás. Aparece descrita en Las calles de Segovia (1918) de Mariano Sáez y Romero con las siguientes palabras:

Morillo.—Desde la calle de José Zorrilla se dirige a la de Santo Tomás. Un morillo, especie de caballete de hierro que se pone en el hogar y chimeneas para sostener la leña, que había en esta calle a la puerta de un vendedor de trastos viejos y que ponía como indicador o muestra de su comercio, es lo que ha dado el nombre a la calle. Las casas son de jornaleros y sin más que mencionarse en este tránsito.
(Sáez y Romero, 1918, p. 116)